# Lachnorhiza micrantha
Lachnorhiza micrantha là một loài thực vật có hoa trong họ Cúc. Loài này được (Borhidi) Borhidi mô tả khoa học đầu tiên năm 1992.